# Reichenau (Tamins)
Reichenau (toponimo tedesco; in romancio La Punt) è una frazione del comune svizzero di Tamins, nella regione Imboden (Canton Grigioni).

## Geografia fisica
L'abitato e si trova alla confluenza tra Reno Anteriore e Reno Posteriore, i due principali tributari iniziali del grande fiume europeo.  Il paese si trova a 604 m s.l.m.

## Storia
La località prende il nome dall'abbazia di Reichenau, sul lago di Costanza, che qui possedeva beni fin dai tempi della dinastia carolingia. 
Nel XIV secolo, quando i trasporti attraverso i passi alpini svizzeri crebbero di importanza, vennero eretti due ponti e un ufficio doganale: uno dei nuovi ponti conduceva direttamente alla confluenza sopra il Reno Anteriore, l'altro, circa 300 metri più in basso, sopra il Reno unito; tra i due si trovava il posto di dogana. Fino ad allora la strada proveniente da Coira si divideva a Domat/Ems: un sentiero portava a Sud attraverso la gola del "Crap taglieu" e lungo il Reno Posteriore verso la Domigliasca e poi al passo dello Spluga e al passo del San Bernardino, l'altro sopra il ponte sul Reno ("Punt'Arsa") al paese di Tamins e poi a Ovest al passo del Lucomagno e al passo dell'Oberalp.
La ripresa del traffico commerciale fece sì che i ponti non fossero più costruiti, come fino ad allora accadeva, in punti in cui fosse facile realizzarli tecnicamente, bensì in luoghi ove fosse strategico e conveniente poter controllare il passaggio di beni e persone, come era Reichenau. Altri edifici furono costruiti solo dopo il 1616, quando i paesi del distretto di Hohentrin pagarono il "riscatto" e non dovettero più assolvere ai doveri di feudo dei signori di Schauenstein, i quali fecero quindi di Reichenau la sede della propria signoria. Alla fine del XIX secolo vennero rifatti entrambi i ponti stradali con strutture metalliche, di cui una è rimasta fino a oggi mentre l'altra venne sostituita negli anni 1960 da un ponte in cemento.

## Monumenti e luoghi d'interesse
- Castello di Reichenau. L'attuale aspetto del castello è dovuto agli ampliamenti del 1755 e del 1820, quando assunse lo stile neoclassico. Dal 1793 al 1798 il castello ospitò l'istituto educativo filantropico Philanthropinum[1], mentre oggi alcuni edifici ospitano degli hotel[senza fonte].

## Infrastrutture e trasporti

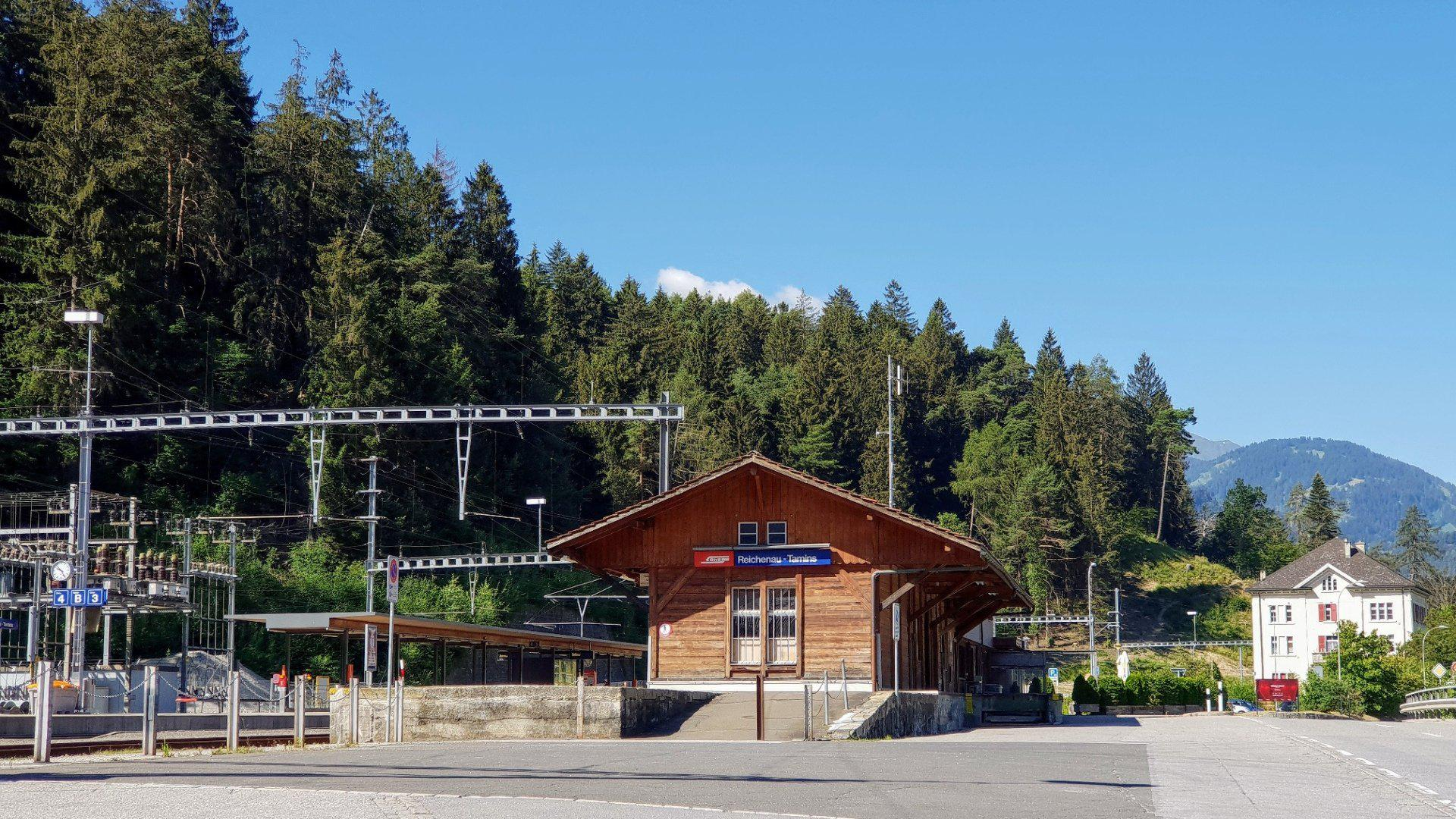
La stazione di Reichenau-Tamins

Sull'altro lato del Reno, nel territorio del comune di Domat/Ems, vi è la stazione di Reichenau-Tamins della Ferrovia Retica. I due ponti della Ferrovia retica (1896 e 1903), così come il ponte sul Reno della autostrada A13, fanno di Reichenau un punto nodale per i trasporti.